# Hospital de la Bisbal d'Empordà
L'Hospital de la Bisbal d'Empordà és una obra del municipi de la Bisbal d'Empordà protegida com a bé cultural d'interès local.

## Descripció
L'hospital de la Bisbal és un edifici de planta baixa, un pis i golfes, amb coberta de teula. Presenta una interessant portada barroca, amb una obertura d'accés d'arc escarser i brancals amb blocs de pedra regulars motllurats. L'arc de la llinda té una gran voluta motllurada que ocupa tot l'ample de la porta. Al damunt hi ha un cercle amb una creu inscrita i relleus ornamentals al voltant. El conjunt es completa amb tres petits pinacles acabats en esferes. L'hospital es troba molt modificat a la part posterior, ja que ha experimentat diverses obres d'ampliació cap a aquesta banda.

## Història
L'edifici de l'hospital va ser bastit el 1779 en estil barroc. En l'actualitat s'hi estan efectuant obres de condicionament i ampliació.